# Frank-Thorsten Krell
Pour les articles homonymes, voir Krell.
Frank-Thorsten Krell (né en 1966 à Stuttgart) est un entomologiste allemand puis américain et un paléoentomologiste spécialiste des scarabées.

## Biographie
Le Dr Frank-Thorsten Krell est le conservateur principal de l'entomologie au Musée de Denver au Colorado. Sa spécialité est la taxonomie, la systématique, l'écologie et la paléontologie des scarabées, en particulier les bousiers. L'enregistrement et l'explication de la grande diversité de ce groupe d'insectes, ainsi que l'exploration des effets des changements anthropiques de l'habitat sur les communautés de bousiers, sont deux principaux domaines de sa recherche. Frank a obtenu son diplôme en biologie (1992) et son doctorat (1996) de l'Université de Tübingen en Allemagne,. 
Ses recherches postdoctorales l'ont conduit en Côte d'Ivoire en Afrique de l'Ouest, où il a dirigé un projet sur la biodiversité des scarabées avec l'Université de Würzburg, en Allemagne. 
Après une courte période au Zoological Research Institute and Museum Alexander Koenig à Bonn, en Allemagne, il est devenu chercheur entomologiste au Natural History Museum de Londres, au Royaume-Uni, en 2000. Avant de rejoindre le Musée de Denver en janvier 2007, il était à la tête du division coléoptère à Londres. 
Il a effectué des travaux de terrain sur tous les continents, à l'exception de l'Antarctique, en se concentrant principalement sur l'Afrique, l'Amérique du Nord et l'Europe. Frank est rédacteur en chef du Denver Museum of Nature & Science Annals et commissaire et conseiller de la Commission internationale de nomenclature zoologique.

## Publications
voir sur wikispecies